# Big 4大四喜
《Big 4大四喜》是香港無綫生活台的2010年播出的電視訪問清談節目，星期六19:00-20:00於收費台播映，至23:00-00:00重播。該節目由香港組合Big Four主持，包括張衛健、許志安、蘇永康和梁漢文，監製何麗全和陳旭亮。一共10集，第1-7集的節目內容已輯錄DVD推出市場，而2010年6月26日開始，本節目於翡翠台及高清翡翠台播放為期兩集的精華版本，並更名為《Big4大四喜 喜上加喜》。

## 每集嘉賓
| 集數（首播）           | 嘉賓                                     | 附註                                          |
| 第1集（2010年5月1日）  | 何韻詩、容祖兒、劉浩龍                   | -已推出DVD（第1輯）                           |
| 第2集（2010年5月8日）  | 林育群                                   | -已推出DVD（第1輯）                           |
| 第3集（2010年5月15日） | 草蜢                                     | -已推出DVD（第1輯）                           |
| 第4集（2010年5月22日） | 曾志偉、吳君如                           | -首次橫跨兩集訪問相同嘉賓 -已推出DVD（第2輯） |
| 第5集（2010年5月29日） | 曾志偉、吳君如                           | -首次橫跨兩集訪問相同嘉賓 -已推出DVD（第2輯） |
| 第6集（2010年6月5日）  | 任賢齊、何超儀                           | -已推出DVD（第2輯）                           |
| 第7集（2010年6月12日） | 關嘉美、鄧萃雯                           | -已推出DVD（第2輯）                           |
| 第8集（2010年6月19日） | 黃子華                                   |                                               |
| 第9集（2010年6月26日） | 楊千嬅、丁子高                           |                                               |
| 第10集（2010年7月3日） | 張衛健、許志安、蘇永康、梁漢文、歐陽德勛 | -歐陽德勛為本集主持，Big Four作嘉賓           |

## 其他版本
由2010年6月26日起，《Big4大四喜》於翡翠台及高清翡翠台播放精華版本，並更名為《Big4大四喜 喜上加喜》，一共兩集。
| 集數（首播）           | 嘉賓                        | 附註                                  |
| 第1集（2010年6月26日） | 何韻詩、容祖兒、劉浩龍 草蜢 | -生活台版本之第1集 -生活台版本之第3集 |
| 第2集（2010年7月3日）  | 曾志偉、吳君如              | -生活台版本之第4-5集                  |